# استيعاب ثقافي
التمثل الثقافي أو الاستيعاب الثقافي هو العملية التي من خلالها تصبح ثقافة شخص أو مجموعة تشبه ثقافة مجموعة أخرى. ويستخدم المصطلح للإشارة إلى الأفراد والجماعات على حد سواء؛ يمكن أن تشير الحالة الأخيرة إلى المهاجرين الأجانب أو السكان المحليين الذين يهيمنون ثقافيا على مجتمع آخر.
قد ينطوي الاستيعاب الثقافي على تغيير سريع أو تدريجي تبعا لظروف المجموعة. يحدث الاستيعاب الكامل عندما يصبح أعضاء جدد في مجتمع لا يمكن تمييزهم عن أعضاء المجموعة الأخرى. وسواء كان من المستصوب لمجموعة مهاجرة أن تستوعب كثيرا ما يتنازع عليها كل من أعضاء المجموعة ومجموعات المجتمع المهيمن. الاستيعاب الثقافي لا يضمن هوموفيلي الاجتماعية على الرغم من أن هذه المادة تنص على أن الحواجز الجغرافية وغيرها من الحواجز الطبيعية بين الثقافات حتى لو بدأت من قبل نفس الثقافة المهيمنة سيكون مختلفا ثقافيا.

## نظرة عامة
يمكن للمكان (دولة أو إثنية) أن يعتمد تلقائيا ثقافة مختلفة بسبب أهميتها السياسية، أو تفوقه المتصور. الأول هو حالة اللغة والثقافة اللاتينية، التي تم اعتمادها تدريجيا من قبل معظم الناس الخاضعين.
يمكن أن يحدث الاستيعاب الثقافي إما بصورة تلقائية أو قسرية. ويمكن للثقافة أن تعتمد تلقائيا ثقافة مختلفة أو ثقافات أقدم وأغنى تدمج قسرا ثقافات ضعيفة أخرى. وكثيرا ما يستخدم مصطلح الاستيعاب فيما يتعلق بالمهاجرين والمجموعات الإثنية المختلفة الذين استقروا في أرض جديدة. يتم الحصول على ثقافة جديدة ومواقف جديدة تجاه ثقافة المنشأ من خلال الاتصال والاتصال. فالتغيير الثقافي ليس مجرد عملية في اتجاه واحد. ويفترض الاستيعاب أن الثقافة الضعيفة نسبيا يمكن أن تتحد لثقافة موحدة واحدة. تحدث هذه العملية من خلال الاتصال والإقامة بين كل ثقافة. وعادة ما يستخدم التعريف الحالي للاستيعاب للإشارة إلى المهاجرين، ولكن في تعدد الثقافات، يمكن أن يحدث الاستيعاب الثقافي في جميع أنحاء العالم، وليس فقط أن يقتصر على مجالات محددة. على سبيل المثال، لغة مشتركة تعطي الناس فرصة للدراسة والعمل على الصعيد الدولي، وليس فقط أن يقتصر على نفس المجموعة الثقافية. ويساهم الناس من مختلف البلدان في التنوع ويشكلون «الثقافة العالمية» التي تعني الثقافة التي تجمعها عناصر من بلدان مختلفة. ويمكن اعتبار هذه «الثقافة العالمية» جزءا من الاستيعاب الذي يسبب الثقافات من مناطق مختلفة أن تؤثر على بعضها البعض.

## استيعاب حسب البلد
إن استيعاب المهاجرين عملية معقدة لا يندمج فيها المهاجرون تماما في بلد جديد فحسب، بل يفقدون أيضا بعض الجوانب، وربما تراثهم كله أيضا. ويعتمد علماء الاجتماع على أربعة معايير أساسية لتقييم استيعاب المهاجرين: الحالة الاجتماعية والاقتصادية، والتوزيع الجغرافي، والتحصيل اللغوي الثاني، والزواج المتبادل. يعرف ويليام أ.ف كلارك استيعاب المهاجرين بأنه «وسيلة لفهم الديناميات الاجتماعية للمجتمع الأمريكي، وهي العملية التي تحدث تلقائيا وبشكل غير مقصود في كثير من الأحيان في سياق التفاعل بين الأغلبية وجماعات الأقليات».

### الولايات المتحدة الأمريكية
بين 1880 و 1920، شهدت الولايات المتحدة في ما يقرب من 24 مليون مهاجر. ويمكن أن تعزى هذه الزيادة في الهجرة إلى العديد من التغيرات التاريخية. كما شهدت بداية القرن الحادي والعشرين حقبة هائلة من الهجرة، وعلماء الاجتماع يحاولون مرة أخرى فهم تأثير الهجرة على المجتمع وتأثيره على المهاجرين أنفسهم.
كان له الاستيعاب معان مختلفة في علم الاجتماع الأمريكي، هنري برات فيرتشايلد يربط الاستيعاب الأمريكي مع أمريكانيزاتيون أو نظرية بوتقة الانصهار. كما يعتقد بعض العلماء أن الاستيعاب والترابط مترادفين. وحسب وجهة نظر الكثيرين، فإن الاستيعاب هو «عملية للتفسير والاندماج» من مجموعة أو شخص آخر. وقد يشمل ذلك الذكريات والسلوكيات والمشاعر. من خلال تبادل تجاربهم وتاريخهم، فإنها مزيج في الحياة الثقافية المشتركة.
لدي الاستيعاب معان مختلفة في علم الاجتماع الأمريكي، هنري برات فيرتشايلد يربط الاستيعاب الأمريكي مع الأمركة أو نظرية قدر صهر. كما يعتقد بعض العلماء أن الاستيعاب والترابط مترادفين. وحسب وجهة نظر الكثيرين، فإن الاستيعاب هو «عملية للتفسير والاندماج» من مجموعة أو شخص آخر. وقد يشمل ذلك الذكريات والسلوكيات والمشاعر. من خلال تبادل تجاربهم وتاريخهم، فإنها مزيج في الحياة الثقافية المشتركة.
التاريخ الطويل من الهجرة في هذه العبارات أنشئت يعني أن المكان من المهاجرين من حيث الدرجة أو عرقية، والتسلسلات الهرمية الإثنية في هذه العبارات التقليدية هي أكثر تنظيما أو إنشاء من ناحية أخرى هذه البوابات الجديدة لا تملك الكثير من تاريخ الهجرة بالتالي المكان من المهاجرين من حيث التراتبية الطبقية والعرقية والإثنية أقل وضوحا وقد يكون للمهاجرين تأثير أكبر لتحديد موقفهم. ثانيا، قد يؤثر حجم البوابات الجديدة على استيعاب المهاجرين. وقد يؤثر وجود بوابة أصغر على مستوى الفصل بين المهاجرين والسكان المحليين. وثالثا، قد يؤثر الاختلاف في الترتيبات المؤسسية على استيعاب المهاجرين. البوابات التقليدية، على عكس بوابات جديدة، لديها العديد من المؤسسات التي أنشئت لمساعدة المهاجرين مثل المساعدة القانونية والمكاتب والمنظمات الاجتماعية. وأخيرا، فقد تكهنت ووترز وجيمينيز فقط بأن هذه الاختلافات قد تؤثر على استيعاب المهاجرين والطريقة التي ينبغي للباحثين تقييم استيعاب المهاجرين.

## حواش
1. ↑  "معلومات عن استيعاب ثقافي على موقع d-nb.info". d-nb.info. مؤرشف من الأصل في 2020-10-22.
2. ↑  "معلومات عن استيعاب ثقافي على موقع catalogue.bnf.fr". catalogue.bnf.fr. مؤرشف من الأصل في 2020-08-30.
3. ↑  "معلومات عن استيعاب ثقافي على موقع thes.bncf.firenze.sbn.it". thes.bncf.firenze.sbn.it. مؤرشف من الأصل في 2020-10-22.